# 宮田登
宮田登（みやたのぼる，1936年- 2000年），日本民俗學者，東京教育大學文學博士，筑波大學名譽教授。

## 經歷
出生於神奈川縣橫濱市，1960年畢業於東京教育大學文學部。東京學藝大學助教授、筑波大學歷史人類學系助教授。

## 論述
宮田登《妖怪的民俗學》(1985)深入發展都市民俗學的研究，以日本案例探討都市傳說議題。宮田登《妖怪的民俗學》第四章「都市的妖怪」探討髮切魔、都市型犯罪、都市中的魔所、都市中的妖怪等等議題，成績卓越，其學說從九O年代開始影響許多人，也啟發日本與台灣研究者對於都市傳說與妖怪關聯的研究。小松和彥在其著作《妖怪文化入門》也介紹宮田登的「都市空間中的怪異」理論。

## 獲獎
1971年：日本宗教學會賞
1992年：第46回每日出版文化賞特別賞。
2000年：柳田賞(第39回)

## 作品
《日本の民俗学》（講談社、1978年）
《都市民俗論の課題》（未來社、1982年）
《妖怪の民俗学》（岩波書店、1985年）